# Edelmann (Familienname)
Edelmann ist ein deutscher Familienname.

## Namensträger

### A
- Adolf Edelmann (1885–1939), polnischer Mediziner
- Albert Edelmann (1886–1963), Schweizer Lehrer und Maler
- Arnold Edelmann (1913–2002), Schweizer Jurist und Vorsitzender der Geschäftsleitung der Schweizer Raiffeisenkassen

### B
- Babett Edelmann-Singer (* um 1974), deutsche Althistorikerin und Hochschullehrerin
- Brigitta Edelmann (1924–2010), österreichische Gerechte unter den Völkern, siehe Edelmann (Familie)
- Brigitte Edelmann (1903–nach 1945), österreichische Gerechte unter den Völkern, siehe Edelmann (Familie)

### C
- Curt Alexander Edelmann (1841–1907), deutscher Hüttenmann

### D
- Doris Edelmann (* 1965), Erziehungswissenschaftlerin und Hochschullehrerin

### E
- Esaias Edelmann (1597–1643), württembergischer protestantischer Prediger

### F
- Fridel Dethleffs-Edelmann (1899–1982), deutsche Malerin
- Fritz Edelmann (1900–1977), österreichischer Gerechter unter den Völkern und Bürgermeister, siehe Edelmann (Familie)

### G
- Gregor Edelmann (* 1954), deutscher Dramaturg und Drehbuchautor
- Gustl Edelmann (1910–1995), deutscher Komponist

### H
- Hanno Edelmann (1923–2013), deutscher Maler, Graphiker und Bildhauer
- Hans Edelmann (1888–1973), Kulmbacher Heimatforscher
- Heinrich Michael Edelmann (1806–1874), Feldmesser, Generalmajor und stellvertretender württembergischer Kriegsminister
- Heinz Edelmann (1934–2009), deutscher Illustrator und Grafikdesigner
- Hyronimus Edelmann (1853–1922), deutscher Apotheker und autodidaktischer Archäologe

### I
- Ilse Edelmann (1905–2009), deutsche Politikerin (SPD)

### J
- Jason Edelmann (* 1970), puerto-ricanischer Skirennläufer
- Jean Edelmann (Maler) (1916–2008), französischer Maler
- Jean-Frédéric Edelmann (1749–1794), französischer Komponist
- Johann Christian Edelmann (1698–1767), deutscher Frühaufklärer
- Jürgen Edelmann-Nusser (* 1964), deutscher Sportwissenschaftler

### K
- Karl Edelmann (* 1962), deutscher Volksmusiker und Komponist
- Klaus Thomas Edelmann (* 1963), deutscher Journalist und Designkritiker

### M
- Martina Edelmann (* 1960), deutsche Historikerin
- Max Edelmann (Unternehmer) (1874–1940), deutscher Fabrikant wissenschaftlicher Instrumente
- Max Thomas Edelmann (1845–1913), deutscher Ingenieur, Physiker und Hochschullehrer
- Moritz Edelmann (1891–1973), deutscher nationalsozialistischer Geschichtsdidaktiker

### O
- Otto Edelmann (1917–2003), österreichischer Sänger (Bassbariton)
- Otto Edelmann (Schauspieler) (* 1943), österreichischer Schauspieler

### P
- Paul Armin Edelmann (* 1968), österreichischer Sänger (Bariton)
- Peter Edelmann (* 1962), österreichischer Sänger (Bariton)

### R
- Rafael Edelmann (1902–1972), dänischer Bibliothekar
- Reiner Edelmann (* 1965), deutscher Fußballspieler
- Richard Edelmann (1861–1942), deutscher Veterinäranatom
- Rüdiger Edelmann (* 1954), deutscher Hörfunkmoderator und Reisejournalist
- Ralf Edelmann (* 1968), deutscher Künstler und Kunstpädagoge
- Rudolf Edelmann (* 1950), österreichischer Anglist und Lehrer

### S
- Samuli Edelmann (* 1968), finnischer Schauspieler und Sänger

### T
- Tino Edelmann (* 1985), deutscher Nordischer Kombinierer
- Toni Edelmann (1945–2017), finnischer Komponist

### U
- Udo Edelmann (1938–2019), deutscher Glaskünstler
- Ursula Edelmann (1926–2024), deutsche Fotografin

### W
- Walter Edelmann (1935–2021), deutscher Lernpsychologe und Hochschullehrer
- Werner Edelmann (1941–2023), Schweizer Unternehmer
- Wilhelm Edelmann (1931–2010), deutscher Eishockeyspieler

### Y
- Yrjö Edelmann (1941–2016), finnisch-schwedischer Künstler